# Vécsey Tamás (főtanácsos)
Hernádvécsei Vécsey Tamás (Budapest, 1875. november 23. – Budapest, 1930. november 2.) államtudományi doktor, birtokos gazda, királyi gazdasági főtanácsos.

## Élete
A nemesi származású hernádvécsei Vécsey család sarja. Édesapja, hernádvécsei Vécsey Tamás (1839-1912), jogász, udvari tanácsos, országgyűlési képviselő, egyetemi tanár, és técsői Móricz Margit (1855-1938) fia. A gyakorló főgimnáziumban nyert érettségivel a budapesti egyetemen a jogi tanfolyamot elvégezve, államtudományi doktor lett és mint honvéd hadnagy teljesítette védkötelezettségét. A földművelési minisztériumban fogalmazó volt és a vízjogi osztályon

## Házassága és gyermekei
1909. február 19.-én Békáson feleségül vette báró Pongrácz Anzelm özvegyét, békássi Békássy Mária (1879-1941) úrnőt, és leköszönvén hivataláról Békásra költözött gazdálkodni. A házasságból született:
- hernádvécsei Vécsey Tamás.

## Munkája
- A vizjogi törvény és a vonatkozó jogszabályok. Budapest, 1902. Online